# Воробьёвка (Амурская область)
Воробьёвка — упразднённое село в Благовещенском районе Амурской области России. На момент упразднения входило в состав Сергеевского сельсовета. Исключено из учётных данных в 1982 году.

## География
Село располагалось располагался на левом берегу реки Большой Курын, на расстоянии примерно 24 километров (по прямой) к северо-востоку от села Сергеевка.

## История
Точная дата возникновения села не установлена. На карте начала XX века на месте села значится заимка Конфедерацкого. К середине XX века населённый пункт на месте села обозначен как Свх.
Решением Амурского исполкома от 13 января 1982 года № 16, село Воробьёвка исключено из учётных данных как несуществующее.